# Gornji Lukavac (Republika Serbska)
Gornji Lukavac (cyr. Горњи Лукавац) – wieś w Bośni i Hercegowinie, w Republice Serbskiej, w gminie Nevesinje. W 2013 roku liczyła 44 mieszkańców.